# Автогеморея
Автогеморея (від авто — …, грец. haima — кров і rheo — течу), гематорея, геморея, здатність деяких комах виділяти особливі відлякуючі рідини з метою захисту від ворогів (мурахи, сонечка та ін.).